# Campyloscelus
Campyloscelus är ett släkte av skalbaggar. Campyloscelus ingår i familjen vivlar.
Kladogram enligt Catalogue of Life:
| Campyloscelus | \| \| Campyloscelus affinis \| \| \| \| \| \| Campyloscelus westermanni \| \| \| \| |
|               | \| \| Campyloscelus affinis \| \| \| \| \| \| Campyloscelus westermanni \| \| \| \| |
|               | Campyloscelus affinis                                                               |
|               |                                                                                     |
|               | Campyloscelus westermanni                                                           |
|               |                                                                                     |